# Ткачёв, Марк Львович
Марк Льво́вич Ткачёв (4 января 1899, Уфа — 1 сентября 1937, Ленинград) — советский военный деятель, комбриг. Расстрелян в 1937 году. Реабилитирован посмертно.

## Биография
Родился в Уфе в еврейской семье кустаря (рабочего-стекольщика). В 1917 году окончил Уфимскую гимназию.
С апреля 1917 года — член РСДРП(б). В октябре 1917 года участвовал в ликвидации учреждений Временного правительства в Уфе и в формировании органов Советской власти. Состоял в Красной гвардии г. Уфы. В 1917 году был избран членом Уфимской губернской коллегии народного образования и членом губернского ревкома. В 1918 году — председатель Уфимского союза рабочей молодёжи, секретарь профсоюза кожевников.
С марта 1918 года — в Красной армии. Участник Гражданской войны. Воевал на Восточном и Южном фронтах. В годы войны занимал должности: красноармейца Уфимского коммунистического отряда (март — июль 1918), секретного агента разведывательного отдела штаба 2-й армии Восточного фронта (июль — сентябрь 1918), военного комиссара железнодорожного батальона 2-й армии (сентябрь — декабрь 1918).
В декабре 1918 года был зачислен слушателем младшего курса Академии Генерального штаба РККА. Во время обучения в академии регулярно командировался в действующую армию, занимая штабные должности начальника разведывательного отделения штаба 10-й армии (май — июль 1919), начальника штаба 1-й бригады 32-й стрелковой дивизии (июль — август 1919), врид начальника штаба той же дивизии (сентябрь 1919), сотрудника оперативной части Уфимской группы войск (март — апрель 1920), военного комиссара оперативного управления Приуральского сектора ВОХР (апрель 1920), начальника оперативного отдела того же сектора (апрель — декабрь 1920). В боях получил контузию.
В апреле 1920 года был избран председателем Уфимского районного комитета РКП(б), в мае 1920 года — членом Уфимского городского совета.
По окончании Гражданской войны занимал ряд ответственных должностей в войсках и центральном аппарате РККА:
- 1921 — помощник начальника штаба Туркестанского фронта;
- 1922 — начальник штаба Ферганской группы войск;
- С февраля 1923 — начальник дивизионной школы 48-й стрелковой дивизии;
- С апреля 1924 — помощник начальника 2-й части отдела по командному составу Управления РККА;
- С июня 1924 — и. о. начальника 1-й части командного отдела Управления РККА;
- С октября 1924 — начальник 1-й части командного отдела Главного управления РККА;
- С марта 1926 — начальник штаба 2-го стрелкового корпуса;
- С ноября 1930 — заместитель начальника 5-го управления Штаба РККА;
- С февраля 1931 — начальник штаба Управления боевой подготовки сухопутных войск РККА;
- С декабря 1933 — для особо важных поручений при Наркоме по военным и морским делам и председателе РВС СССР;
- С 1934 — начальник группы контроля при наркоме обороны СССР;
- В 1935 — командир запасного стрелкового полка;
- С марта 1936 — командир и военный комиссар 11-й стрелковой дивизии;
- В 1937 — начальник пункта противовоздушной обороны г. Ленинграда.

Продолжал обучение:
- С августа 1921 — слушатель дополнительного курса Академии Генерального штаба РККА, с ноября 1922 — слушатель Восточного факультета той же академии.
- В январе — марте 1928 — слушатель Курсов усовершенствования командного состава при Военной академии имени М. В. Фрунзе.

В 1933 году был награждён орденом Красного Знамени.
Приказом НКО СССР по личному составу № 2396 от 20.11.1935 Ткачёву М. Л. было присвоено воинское звание комбриг.
Проживал в Москве по адресу Селезнёвская улица, дом 38, кв. 5; в Ленинграде — в Первом жилом доме Ленсовета, набережная реки Карповки, дом 13, кв. 27.

### Арест и гибель
4 июня 1937 года был арестован. Внесен в Сталинский расстрельный список от 13 июля 1937 г. («Ленинградская обл.») по 1-й категории («за» Сталин, Молотов, Жданов, Каганович, Ворошилов). 1 сентября 1937 года выездной сессией Военной коллегией Верховного суда СССР в г. Ленинграде был приговорён к высшей мере наказания (расстрелу) по обвинению в участии в «военно-фашистском заговоре в РККА» (статья 58-8-11 УК РСФСР). Приговор был приведён в исполнение в тот же день. Место захоронения - спецобъект УНКВД Ло «Левашово».
Определением ВКВС СССР от 17 сентября 1957 года реабилитирован посмертно.